# Hochhemia

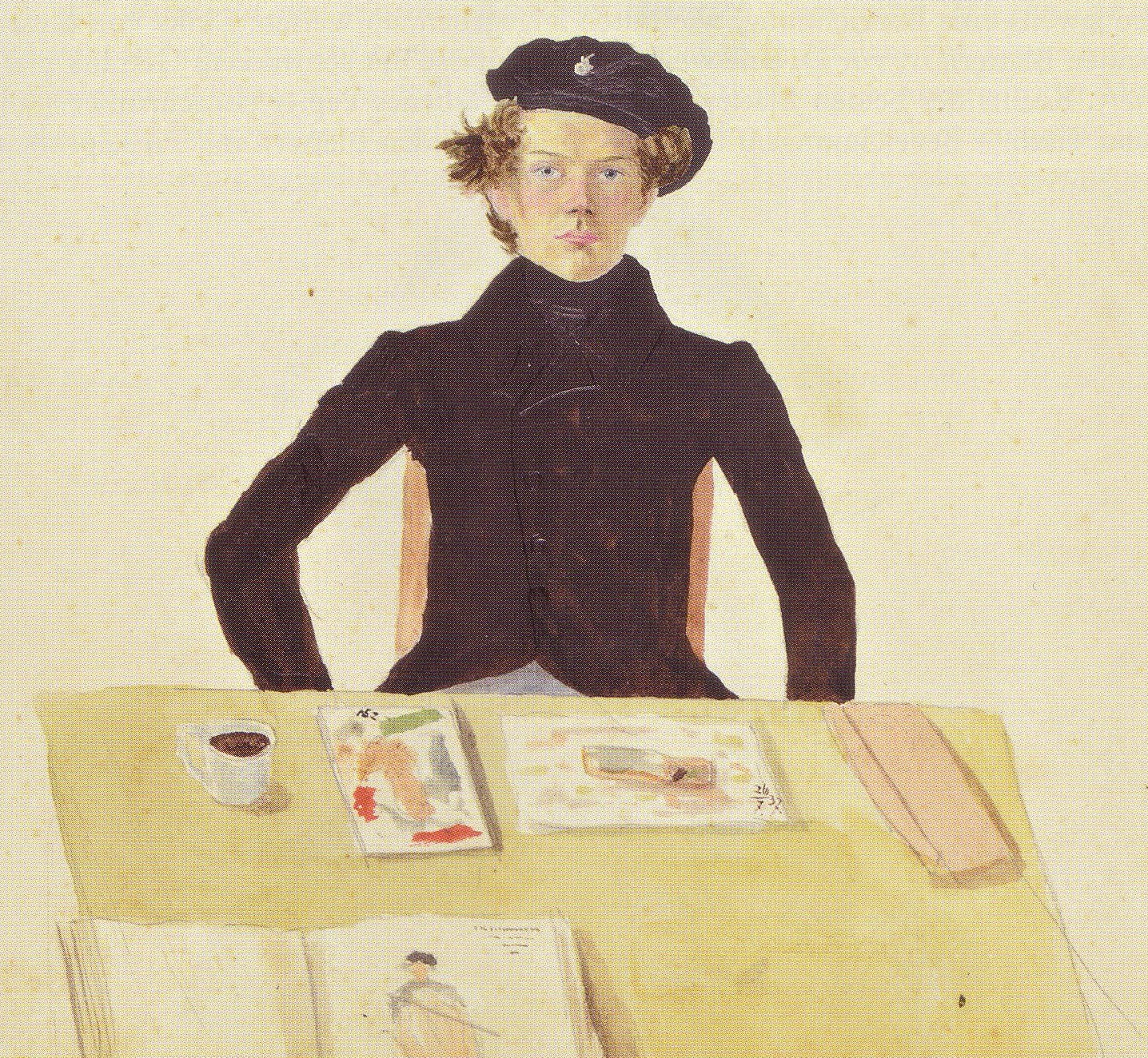
Gustav Dannappel, fondateur d'Hochhemia (Wilhelm Schmiedeberg, 1837)

La Hochhemia est une fraternité étudiante de l'Université de Königsberg. Elle n'existe que neuf ans, mais - comme Pappenhemia - a une signification particulière pour l'histoire des étudiants de Königsberg dans le Vormärz, car il scelle la fin de la fraternité générale Albertina.

## Histoire
"Autour d'une bouteille de Hochheim", quelques membres démissionnaires de la société Kneip fondent le 3 décembre 1838 le  la couronne d'Hochhemia. Les couleurs sont le noir et le rouge. Vers 1840, Hochhemia et Pappenhemia se disputent la direction de la fraternité générale Albertina,.
Des membres radicaux de la Hochhemia fondent le 15 février 1842 le Kränzchen Borussia (I). Trois ans plus tard exactement, le Kränzchen Borussia (II) se détache de la Hochhemia, qui se dissolve le lendemain, le 16 février 1845. Lorsqu'elle se reconstitue trois semaines plus tard, le 8 mars 1845, en tant que fraternité indépendante en dehors de l'Albertina, la fraternité générale Albertina se dissout. Dans les mois qui suivent, Hochhemia ne se désigne plus que sous le nom de fraternité Königsberg, mais à partir du 3 décembre 1845, elle reprend le nom de Hochhemia.
Au cours du même semestre d'hiver, la Zieglersche Progressverbindung rejoint le cartel de bachotage des fraternités Germania (de) et Hochhemia avec le convent des anciens de Königsberg Littuania, Masovia, Normannia et Scotia. Une nouvelle communauté sans nom est ainsi créée, qui laisse ses membres libres d'obtenir la satisfaction. En raison de querelles entre Germania et Hochhemia d'une part, et Masovia et Scotia d'autre part, l'unité générale se dissout à nouveau en février 1846.
En 1845 et 1846, la Hochhemia mène plusieurs controverses avec des fraternités des États allemands de l'Ouest et du Sud, qui ont insinué que les habitants de Königsberg n'ont pas leur mot à dire dans les affaires allemandes, car ils sont des " à moitié Lituaniens ". Hochhemia s'en défend et écrit que Königsberg est aussi "une partie de la patrie, même si elle est loin d'elle et de son centre", et que l'Allemagne et la Burschenschaft sont toutes deux "un grand tout, même si ses parties sont différentes"
Le 30 mai 1846, les confréries et associations progressistes se réunissent au Kyffhäuser. L'union souhaitée échoue. Königsberg n'est pas représenté.
Le 13 mars 1847, la fraternité Hochhemia est finalement ajournée.

## Membres

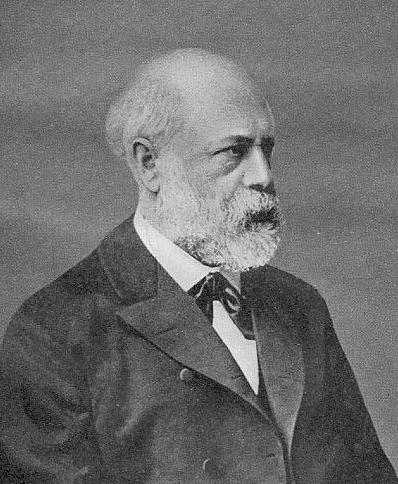
Ludwig Friedlaender

- Ludwig Aegidi (de)
- Albert Dulk (de)
- Ferdinand Falkson (de)
- Ludwig Friedlaender
- Rudolf von Gottschall
- Arthur Hobrecht
- Robert von Keudell[2]
- Friedrich Kreyßig (de)
- Julius von Pastau (de)
- Julian Schmidt
- Bernhard Weiss